# ماريا كارفاغال
ماريا كارفاغال (بالإسبانية: María Belén Carvajal)‏ هي حكمة كرة القدم تشيلية، ولدت في 13 سبتمبر 1983 في سان فيليبي في تشيلي.